# Warszawski Związek Drużyn „Mokotów”
Warszawski Związek Drużyn Harcerzy „Mokotów” – nieistniejąca już jednostka terytorialna Organizacji Harcerzy ZHR, należąca do Mazowieckiej Chorągwi Harcerzy ZHR. Zrzesza drużyny i gromady działające na terenie Mokotowa.
Ostatnim komendantem hufca był  hm. Tomasz Traczyk, a instruktorami m.in.: hm. Paweł Zarzycki HR i hm. Jan Dziedziczak HR.

## Historia
Powstał w 1991 roku, w wyniku odejścia z ZHP do ZHP rok założenia 1918 szczepów harcerskich z terenu Mokotowa i Ursynowa: 18 WDHiZ im. Bohaterów Warszawy, 61 WDHiZ im. Alka Dawidowskiego, 169 WDHiZ im. Alka Dawidowskiego, 277 UDHiZ im. Jana Bytnara oraz 313 WDH „Knieja”. Szczepy utworzyły Środowisko Mokotowskie im. Szarych Szeregów, składające się z dwóch hufców: „Warszawskiego Hufca Harcerek Mokotów” i Warszawskiego Hufca Harcerzy „Mokotów”. We wrześniu 2015 roku, na wniosek instruktorów hufca, komendant chorągwi rozwiązał hufiec, a jednostki i instruktorów przeniósł do Ursynowskiego Hufca Harcerzy „Rawicz”

## Hufcowi i Komendanci Związku Drużyn Harcerzy „Mokotów”
- phm. Robert Niewiarowski
- hm. Tomasz Pisarek
- phm. Piotr Tarnowski
- hm. Konrad Obrębski
- phm. Jakub Pitera
- hm. Michał Obrębski
- hm. Jan Dziedziczak
- phm. Maciej Szpindler
- pwd. Wojciech Drabik
- pwd. Szymon Matejczyk
- hm. Tomasz Traczyk